# جاكي تريل
جاكي تريل (بالإنجليزية: Jackie Trail)‏ مواليد 26 نوفمبر 1980 في بادوكا، هي لاعبة كرة مضرب أمريكية سابقة بدأت مسيرتها كمحترفة سنة 1997 وكانت تلعب باليد اليمنى، اعتزلت اللعب في 2003. أعلى تصنيف لها في الفردي كان 166.

## روابط خارجية
- جاكي تريل على موقع رابطة محترفات التنس (الإنجليزية)
- جاكي تريل على موقع الاتحاد الدولي لكرة المضرب (الإنجليزية)